# William Henry Harrison (Politiker, 1896)

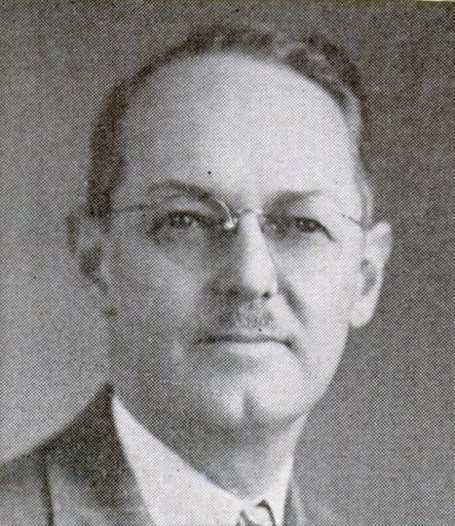
William Henry Harrison

William Henry Harrison (* 10. August 1896 in Terre Haute, Indiana; † 8. Oktober 1990 in St. Petersburg, Florida) war ein US-amerikanischer Politiker. Zwischen 1951 und 1969 vertrat er den Bundesstaat Wyoming mehrfach im US-Repräsentantenhaus.

## Frühe Jahre
William Harrison war Mitglied der politisch bedeutenden Harrison-Familie. Sein Vater war Russell Benjamin Harrison (1854–1936), der wiederum ein Sohn von Präsident Benjamin Harrison war und von 1921 bis 1923 im Repräsentantenhaus von Indiana saß. Zu den Vorfahren von William Harrison gehörten mit William Henry Harrison und Benjamin Harrison zwei US-Präsidenten. Andere Familienmitglieder waren Mitglieder im US-Kongress oder hatten sonstige höhere politischen Ämter inne. William besuchte die öffentlichen Schulen in Omaha in Nebraska, die Sidwell Friends School in Washington und bis 1920 die University of Nebraska, wo er Landwirtschaft studierte. Seine Studienzeit wurde durch den Ersten Weltkrieg unterbrochen, an dem er als Soldat der US-Armee teilnahm. Dabei war er einer Fliegereinheit zugeteilt. Nach dem Krieg studierte Harrison Jura. Zwischen 1925 und 1936 war er in Indianapolis als Rechtsanwalt tätig.

## Politischer Aufstieg
Wie die meisten seiner Verwandten nach dem Amerikanischen Bürgerkrieg gehörte auch William Harrison der Republikanischen Partei an. Von 1927 bis 1929 war er Abgeordneter im Repräsentantenhaus von Indiana. Im Jahr 1937 zog er nach Sheridan in Wyoming, wo er ebenfalls als Rechtsanwalt arbeitete. Auch in seiner neuen Heimat war er politisch aktiv. Zwischen 1945 und 1950 war er Abgeordneter im Repräsentantenhaus von Wyoming. In den Kongresswahlen des Jahres 1950 wurde Harrison erstmals ins US-Repräsentantenhaus gewählt. Dort trat er am 3. Januar 1951 die Nachfolge von Frank A. Barrett an. Bis zum 3. Januar 1955 absolvierte er zunächst zwei Legislaturperioden. Im Jahr 1954 verzichtete er auf eine Kandidatur, weil er sich um einen Sitz im US-Senat bewerben wollte. Diese Kandidatur blieb aber erfolglos. Zwischen 1955 und 1956 arbeitete Harrison für die Housing and Home Finance Agency.
Nachdem er im Jahr 1960 erneut als Abgeordneter in den Kongress gewählt worden war, konnte er dort zwischen dem 3. Januar 1961 und dem 3. Januar 1965 zwei weitere Legislaturperioden absolvieren. In den Wahlen des Jahres 1964 unterlag er aber gegen Teno Roncalio, den Kandidaten der Demokratischen Partei. Zwei Jahre später, im Jahr 1966, schaffte Harrison dann zum dritten Mal den Einzug in das US-Repräsentantenhaus. Zwischen dem 3. Januar 1967 und dem 3. Januar 1969 war er letztmals in diesem Gremium vertreten.

## Weiterer Lebenslauf
1968 wurde er von seiner Partei nicht mehr für den Kongress nominiert. Von 1969 bis 1971 war William Harrison Mitglied einer Kommission der Bundesregierung unter Präsident Richard Nixon. Danach zog er sich in den Ruhestand zurück, den er in Florida verbrachte.